# 文华殿大学士
文华殿大学士为明清两代所设官职。

## 明朝
明代设有“文華殿大学士”一职，以辅导太子读书。清代逐渐演化形成“三殿三阁”的内阁制度，文华殿大学士的职掌变为辅助皇帝管理政务，为正一品，统辖百官。
- 洪武年间文华殿大学士：鲍恂、全思诚、全铨、张长年、张溥

## 清朝
清朝，「文华殿大学士」與「中和殿大學士」（後改為「體仁閣大學士」）、「保和殿大學士」、「武英殿大學士」、「文淵閣大學士」、「東閣大學士」合稱「三殿三閣」。清朝知名的文华殿大学士如：
- 徐元文，字公肅，號建齋，江蘇崑山人。徐乾學之弟。
- 和珅，鈕祜祿氏（滿語原意為狼），字致齋，原名善保，滿洲正紅旗人，清高宗乾隆時代的權相、寵臣，以巨貪而聞名。
- 李鸿章，字子黻、漸甫，號少荃、儀叟，封一等肅毅侯，谥文忠，安徽合肥人。清朝末期重臣，同時是將領兼外交官，洋務運動的主要倡導者之一，淮軍創始人和统帥。
- 荣禄，字仲華，乌喇瓜尔佳氏，满洲正白旗人，封一等男爵，谥文忠。清朝末期重臣，同時是將領兼外交官。
- 清朝历任文华殿大学士：蒋赫德、刘正宗、对喀纳、冯溥、黄机、宋德宜、李之芳、伊桑阿、徐元文、张玉书、張英、温达、嵩祝、萧永藻、白潢、张鹏翮、田从典、朱轼、查郎阿、嵇曾筠、慶復、来保、尹继善、高晋、于敏中、蔡新、和珅、董誥、长龄、穆彰阿、賽尚阿、裕诚、桂良、官文、倭仁、瑞常、瑞麟、李鸿章、荣禄、世續